# Stronghold Crusader
Stronghold Crusader är ett realtidsstrategidatorspel, utvecklat av Firefly Studios 2001–2002. Från och med den 31 juli 2002 släpptes Stronghold Crusader.
Demoversionen släpptes den 9 augusti 2002.
Spelet är en uppföljare till Stronghold från 2001. Det utspelar sig under korstågen i Mellanöstern

## Gameplay
Spelet liknar till stor del föregångaren. I spelet finns ett antal kampanjer, som behandlar första- andra- och tredje korståget. De behandlar också konflikter mellan korsfararstaterna. Varje kampanj innehåller ett antal kända slag från korstågen. I spelet finns det också ett Crusader Trail, 50 uppdrag sammanlänkade till varandra.
Det finns också möjlighet att spela ett eget spel, vilket gör att spelaren kan skapa sitt eget korståg. Spelet kan också spelas i multiplayer genom GameSpy Arcade.

## Driva samhälle
Spelföring går ut på att bygga jobb, hämta naturtillgångar, sälja och köpa genom marknadstältet och att föra en skattepolitik där man kan justera skatten för folket och försöka vinna popularitet. Populariteten påverkas starkast av skatten, av maten så länge maten räcker och hur mycket de får äta per gång och religion (om man etablerat religion som accepterat i sitt samhälle).
Om man har många som arbetar med naturtillgångar som kan säljas, främst järn kan säljas för mycket pengar, kan man sänka skatten eftersom många arbetar. Man kan istället få in pengar genom sälja de tillgångar som tas fram, dock behövs järn också för sköldarna till soldater.
Man kan hitta olika tillvägagångssätt för hålla populariteten på god nivå, så det finns folk att få soldater och jobb för, har man dubbla portioner mat stiger populariteten men då finns krav att klara av att producera så mycket mat. Bygger man flera bostadshus ökar befolkningen och flera äter dessutom, och ett visst antal bostadshus måste finnas. Har man många som tillverkar järn kan man sälja det och behöver då inte få in så mycket pengar via skatt. Därmed håller man populariteten uppe, då för hög skatt kan påverka populariteten negativt. En stor arbetsstyrka kräver flera bostadshus och att kunna producera mat.
Man kan även etablera saker för nöjes skull i samhället, till exempel blomrabatter. Dessa ökar populariteten, men arbetande människor tar paus vid dessa på sin väg mellan förråd och arbetsplats, vilket försämrar produktionshastigheten.
Med soldaterna från Mellanöstern behövs inget underlag som vapenförråd med vapen, sköldar och så vidare för att få fram soldater, utan de köps direkt men däremot behövs tillgängligt folk som vanligt.
Däremot för de övriga soldaterna måste man ha underlag liggande i vapenförråd för kunna få fram dem för ett pris. Detta underlag tillverkas genom inhämtning av naturtillgångar och jobb.
Stronghold är ganska invecklat i att driva ett samhälle. Försvinner populariteten försvinner även folk, och ingen kan bli soldat eller arbetande och man riskerar att bli intagen av motståndare. Byggandet sker med murar där varje enskild murbit bestäms så att man kan forma riket hur man vill, däremot måste man hämta sten från stenbrottet med personer för kunna sätta ut murarna.
Systemkrav för Original Stronghold Crusader
- Windows: 95/98SE/ME/2000/XP/Vista/7
- 500 MHz Processor
- 96 MB RAM
- 660 mb hårrdiskutrymme
- 4 MB grafikminne (DirectX 8.0)

## Recensioner
Det är 7 126 som bedömt Stronghold Crusader och spelet fick 8,7 av 10 möjliga poäng.
Av 221 röstande fick spelet 8,4 av 10 möjliga på IGN.

## Rollfigurer
- The Rat (Bygger en liten labyrintborg, är känd som "vekling", enbart bågskyttar och spjutbärare)

- The Snake (En uppgradering av rat, ser ut som pirat och större borg)

- The Pig (Känd som den galna och grova med hög aptit, han äter i sina videomeddelanden och han har enbart klubbmän och armborstar, ger ändå ett hyfsat civiliserat intryck om man bara ser på hans borg. Tillverkar mycket ost för sitt matförråd. Kan sända ost över till andra)

- The Wolf (Eremiten och riddaren och skadad i ena ögat, han bygger med mycket sten stora borgar och isolerar sig, har flera olika stora stora borgtyper. Han har stor borg men oftast för lite soldater, däremot rätt bra soldater. Kan vara svår att räkna ut, ibland anfaller han inte under långa perioder)

- Rikard I Lejonhjärta (Den lättsamma och trevliga, han är på stabilt humör, har sina regelbundna perioder då han anfaller och han ökar styrkan mer och mer är lätt att lära känna, mycket smidig i strategi och god organisation. Givmildheten är god, kan sända äpplen om man är i allians med honom)

- Saladin (Beskrivs som den kloka och tillverkar mycket bröd och vete, använder soldater från Mellanöstern och hans anfall kan vara svåra att motstå ibland)

- The Caliph (Ond, hyperaktiv, stressad och egoist, bygger avlånga borgar med smala långa torn och har eldbågskyttar och är känd för sina enorma stora oljemarker som han senare tänder eld på för bränna upp fienden)

- The Sultan (Snäll och extremt givmild på allt, ber man om mat så får man det, han kan till och med ge pengar vilket sker i begränsad utsträckning på de andra han köper allting från marknadshuset)

Gemensamt är att dessa när de bygger upp sin armé samlar dem i kungahuset sen släpps massorna lösa för ett anfall.
Följande rollfigurer finns bara i Stronghold Warchest, Stronghold Collection och Stronghold Extreme.
- Kung Philip II
- Emperor Frederick
- The Sheriff
- The Nizar
- The Wazir
- The Emir
- The Abbot
- The Marshal

## Uppdateringar
Den 11 juli 2003 släpptes Stronghold Warchest i USA. Det var dock endast en liten uppdatering av Stronghold och Stronghold Crusader som innehåller 30 nya banor och tre nya storherrar till Stronghold Crusader.
Den 28 maj 2008 släpptes den andra utgåvan, Stronghold Crusader Extreme. Det var en större uppgradering än Warchest av Stronghold Crusader. Stronghold Crusader Extreme har nya praktiska befogenheter, åtta nya storherrar (se ovan), nya banor samt en ny trial. Man kan även inom Stronghold Crusader Extreme leda bataljer med över 10 000 enheter. Stronghold Crusader Extreme är Windows Vista-kompatibelt.